# Street King Immortal
Street King Immortal — майбутній шостий студійний альбом американського репера 50 Cent. Упродовж довгого часу анонсувався як реліз на Shady Records, Aftermath Entertainment та Interscope Records.

## Передісторія

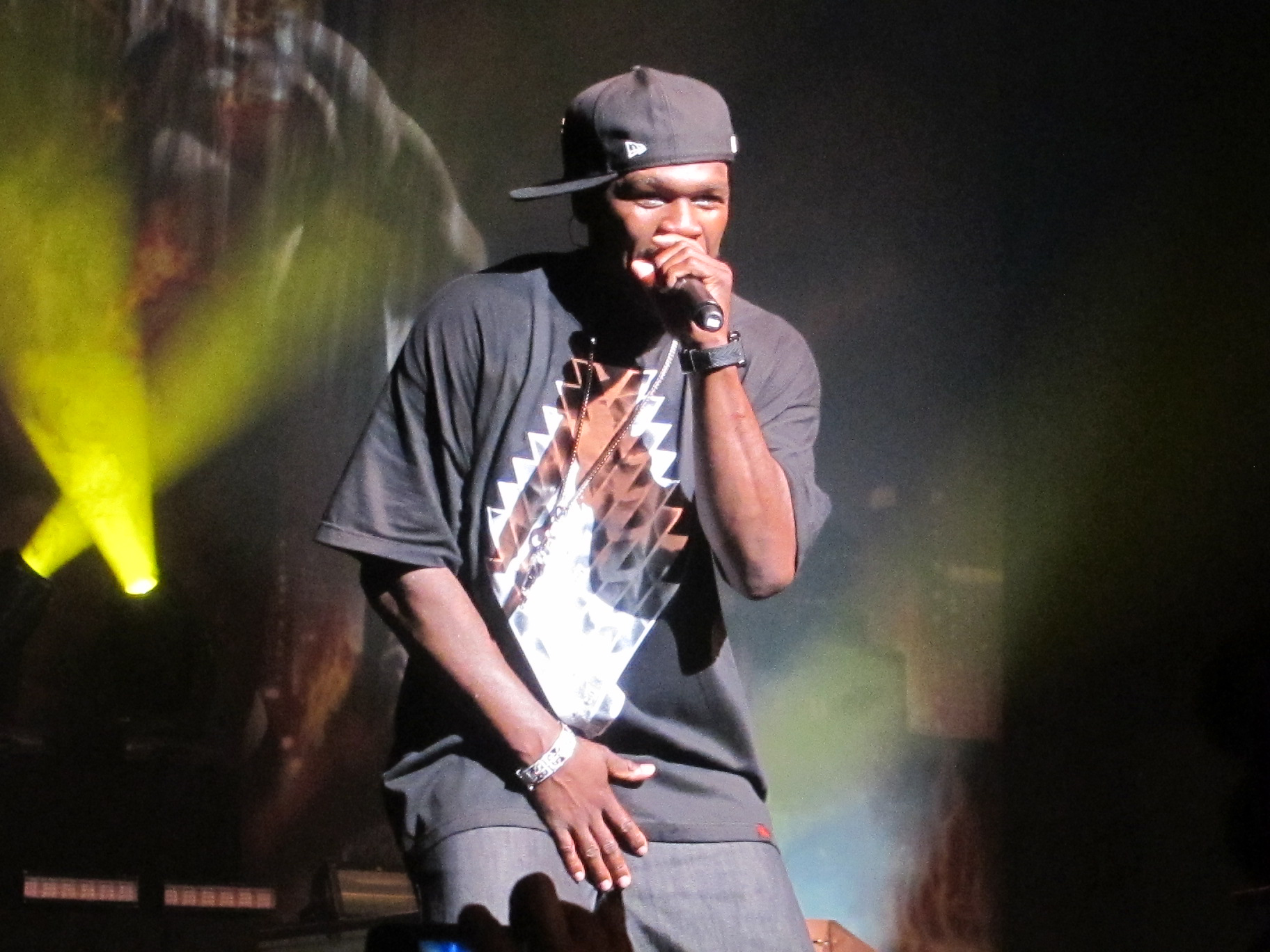
50 Cent на The Invitation Tour

Спочатку 50 Cent хотів видати як п'ятий студійний альбом Black Magic, платівку навіяну кількома жанрами, зокрема роком і танцювальною музикою. Проте його випуск відклали, оскільки Фіфті почав писати більше матеріалу в іншій концепції. Як вислід студійні сесії розпочалися з нуля, а матеріал до Street King Immortal, за повідомленнями, є традиційним хіп-хопом з продакшеном від Alex da Kid, Bangladesh, Cardiak, Dr. Dre, Hit-Boy, Джейка Вана, Джима Джонсіна, Just Blaze тщ. Пізніше стало відомо, що альбом матиме назву 5 (Murder by Numbers) і вийде 3 липня 2012. Зрештою 50 Cent вирішив зробити 5 (Murder by Numbers) окремим альбомом, виданим для безкоштовного завантаження як мікстейп 6 липня. П'ята робота отримала назву Street King Immortal.
— 50 Cent про вплив танцювальної музики на 
Black Magic
У листопаді 2009 50 Cent випустив четвертий студійний альбом Before I Self Destruct. На відміну від трьох попередніх робіт він не мав колишнього комерційного успіху й розійшовся накладом у 160 тис. копій за перший тиждень у США, посівши лише 5-ту сходинку Billboard 200. На підтримку платівки 50 Cent вирушив у The Invitation Tour; будучи в європейській частині туру він відвідав нічні клуби й був вражений значним різноманіттям стилів музики, котра звучала там. У зв'язку з цим 50 Cent почав записувати матеріал для альбому Black Magic ще на гастролях. За його словами, попри вплив інших жанрів головним на альбомі залишився реп.

Пізніше Фіфті розповів бразильському виданню музичного журналу Rolling Stone, що він не впевнений чи варто далі записувати платівку через роботу над матеріалом, який суперечив заявленій концепції. Згодом заявив про відкладення Black Magic на невизначений термін, висловивши можливість на його реліз у майбутньому. В інтерв'ю The Hollywood Reporter 50 Cent заявив, що він ніколи не випустить альбом Black Magic.
| Ліві лапки | Це не має сенсу — саме тому ви ніколи не прослухаєте цього альбому. Є треки, які я дійсно ціную, вони лише на моєму iPod, лише на моєму iPod — вони залишаться там. | Праві лапки |

В інтерв'ю MTV 50 Cent відрадив фанів від порівняння Street King Immortal з дебютним Get Rich or Die Tryin'. Він також анонсував дату виходу альбому, яка мала слугувати святкуванням десятої річниці Get Rich або Die Tryin', і тому не бути зміненою вкотре.
В етері за 3 січня 2012 на музичному телеканалі Flava Фіфті сказав, що він записав 70 пісень для альбому, на остаточний варіант потраплять лише 14. На початку січня 2013 Street King Immortal увійшов до кількох «Списків найочікуваніших альбомів 2013», зосібна за версіями E!, MTV, XXL (11-та позиція). 25 січня 2013 в інтерв'ю Fuse 50 Cent сповістив, що він досі працює над матеріалом для альбому. У січні 2014 50 Cent заявив про плани видати для промоції Street King Immortal проект Animal Ambition у першому кварталі 2014, перш ніж вийде альбом.
Після року відсутності відомостей офіційно оголосили нову дату 16 вересня 2014. 4 вересня повідомили про перенесення заради просування возз'єднаного гурту G-Unit.

## Запис, продакшн
У листопаді 2010 в інтерв'ю MTV News Hit-Boy і Чейз Н. Кеш (продюсери Surf Club) повідомили про своє задіяння на альбомі репера. За словами Hit-Boy, вони відвідали 50 Cent, щоб програти йому підбірку своїх бітів і взнати напрям роботи. Він позитивно охарактеризував платівку:
| Ліві лапки | Це нагадує старого Фіфті. Він також має кілька нових пісень з іншим звучанням. Я схвильований побачити, як люди відреагують на це, сподіваюся у кінцевому підсумку наш матеріал увійде до альбому. Я надав біти, які йому справді сподобалися. Це дійсно суміш старого Фіфті з новим матеріалом. Це божевілля. | Праві лапки |

25 січня 2011 на Санденс 50 Cent розповів MTV News про готовість на 80% і співпрацю з продюсерами Boi-1da, Alex da Kid та Symbolyc One. В інтерв'ю онлайн-блоґеру DDotOmen за березень 2011 Cardiak заявив про продюсування «Outlaw», яку пізніше видали як цифровий промо-сингл.
8 квітня 2011 продюсер Джим Джонсін повідомив MTV Mixtape Daily про свою участь у студійних сесіях. 13 травня 2011 в інтерв'ю Rap-Up американський репер Soulja Boy заявив, що 50 Cent попрохав у нього кілька бітів для альбому, коли вони були в Каліфорнії минулого місяця, він дав приблизно 5 бітів. Вражений репер також сповістив, що 50 Cent програв йому весь матеріал, записаний на той час. 24 травня 2011 під час відвідин разом із співачкою Ніколь Шерзінґер The Ellen DeGeneres Show, коміка й акторки Еллен Дедженерес, де обоє виконали сингл «Right There», 50 Cent заявив, що до завершення платівки треба записати лише одну композицію. Він також підтвердив початок зведення.
В інтерв'ю DJ Whoo Kid на хіп-хоп радіостанції Shade 45 50 Cent детально зупинився на внеску Boi-1da (2 пісні). Він також повідомив, Just Blaze спродюсував 2 треки. У вересні 2011 репер сказав, що він закінчив запис альбому, зазначивши необхідність подальшого зведення. Фіфті підтвердив внесок Доктора Дре (2 пісні). DJ Felli Fel повідомив про спродюсований ним «Lighters» з участю Кріса Брауна. Обоє виконавців раніше не співпрацювали разом, тож мрія продюсера про їхню роботу здійснилася. Фіфті підтвердив у радіо-інтерв'ю Power 92.3 продюсування J.U.S.T.I.C.E. League і Drumma Boy треків для 5 (Murder by Numbers). Однак вони не потрапили туди, їх імовірно зберегли для Street King Immortal. 4 грудня 2012 50 Cent назвав Billboard Френка Д'юкса.

### Запрошені гості
Попри відсутність оголошеного треклисту з'явилась інформація про участь деяких артистів. 24 січня 2011 Rap-Up згадали Eminem, Lil' Kim, Akon, Swizz Beatz, Busta Rhymes, Ллойда Бенкса. У вищезазначеному інтерв'ю Shade 45 50 Cent сказав, що Eminem долучився до нього на 4 композиціях. Репер також заявив, пісні спрямовані на різні аудиторії: дві — «точно сингли», а дві інші створено для «основної частини слухачів» («агресивніші», «з різними видами енергії»).
11 липня 2011 на знімальному майданчику кліпу Тоні Єйо пісня «Haters» 50 Cent сповістив, новоорлеанський репер Kidd Kidd, новий підписант G-Unit Records, з'явиться на заголовному треці альбому. Schoolboy Q заявив, що крім добрих стосунків з 50 Cent, обоє записали безліч спільних пісень, які можуть увійти до платівки.
29 червня 2012 репер з G-Unit Philly Майк Нокс твітнув, що він був у студії з Фіфті й Алішею Кіз. Пізніше видали сингл з участю її та Доктора Дре. В інтерв'ю DJ Whoo Kid на Shade 45 у свої уродини 50 Cent підтвердив майбутню пісню з Young Jeezy. Він також висловив бажання працювати з Каньє Вестом, додавши його до списку можливих гостей. Drake згадав Фіфті під час концерту у день народження останнього. Він розповів про плани співпраці з Фіфті. В інтерв'ю Digital Spy 50 Cent сповістив намір роботи з Ріанною та Френком Оушеном.
2 серпня 2012 сайт журналу Complex підтвердив гостей: Адама Левіна, Кріса Брауна й Емінема. 50 Cent заявив в інтерв'ю Global Grind, що він обрав для платівки 1 трек з 4 записаних з Емінемом. Він також повідомив про можливий спільний бонус-трек. Eminem пізніше сказав про існування кількох треків з його участю на альбомі.
21 вересня 2012 в інтерв'ю KDON-FM 50 Cent підтвердив Емінема, Кріса Брауна, Ne-Yo й Trey Songz. Він також прокоментував свою бізнесову діяльність: напій SK Energy, навушники SMS Audio, майбутню книгу про фітнес «Formula 50».
Варто очікувати мене, Емінема... Я записав пісні з Крісом Брауном, Trey Songz. Зробив трек з Ne-Yo. У процесі я записав матеріал з половиною представників музичної культури. Попрацював з усіма. У минулому я стільки не звертався й не співпрацював з ними, оскільки на Get Rich or Die Tryin' були лише наближені.
4 грудня 2012 на ThisIs50.com з'явилась інформація про гостей, зокрема й про Віза Каліфу. В інтерв'ю Fuse репер назвав ім'я Джона Ледженда. 50 Cent також повідомив через Twitter про пісню з Кендріком Ламаром.

## Музична складова
Під час запису Street King Immortal 50 Cent слухав музику улюблених виконавців, зокрема Тупака Шакура й The Notorious B.I.G. В інтерв'ю «Detroit Free Press» 50 Cent сказав: «Я слухаю ці записи, щоб вирішити на що слід очікувати… Це пояснює мені, всередині себе, наскільки добрим має бути трек, перш ніж я готовий випустити його». У тому ж інтерв'ю він описав альбом як «з абсолютно новим звучанням» для нього. На думку репера, платівка «щиріща» та «більш зріла», ніж його попередня робота.
16 березня 2012 Фіфті заявив, він вважає, що Street King Immortal буде кращим, ніж його найуспішніший альбом Get Rich or Die Tryin'. Він дійшов цього висновку після неодноразового прослуховування платівки. 17 жовтня 2012 репер сповістив, що концепція альбому ґрунтуватиметься на його назві.

## Реліз і промоція
На «The Ellen DeGeneres Show» 24 травня 2011 виконавець повідомив про початок літа 2011: «Цього літа ви отримаєте від мене нову музику». Через різні суперечки між артистом та Interscope, щодо виходу й промоції, потрапляння до мережі кількох пісень, призначених для альбому, реліз скасували на деякий час. Згодом його перенесли на листопад 2011: репер планував випустити платівку разом зі своїми навушниками Sleek by 50. Альбом, тоді ще 5 (Murder by Numbers), мав стати приступним для безкоштовного завантаження 3 липня 2012. Зрештою після перемовин з Джиммі Йовіном реліз став мікстейпом, а студійний Street King Immortal отримав дату, листопад 2012. У лютому 2013 президент Shady Records Пол Розенберг сповістив, що платівку видадуть у першій половині 2013. Однак альбом знову відклали через кадрові зміни в Interscope.

### Проблеми з Interscope Records
Street King Immortal — останній реліз 50 Cent на Interscope Records, лейблі, з яким репер має п'ятиальбомний контракт з 2002. Перші повідомлення про розбіжності між фірмою і репером з'явились 16 червня 2011, коли Фіфті написав низку твітів з поясненням, що вони обговорювали процес запису платівки. За словами виконавця, він відкладе реліз поки питання не вирішать, тому його не випустять у 2011.
Проблеми з Interscope посилилися, коли пісня «I'm on It» (продюсер: The Cataracs) передчасно потрапила до мережі 27 липня 2011. 50 Cent звинуватив у цьому Interscope. Репер хотів випустити пісню синглом, 28 липня він пригрозив через Twitter скасувати реліз альбому й оприлюднити окремок з платівки Доктора Дре Detox, «The Psycho», записаний з участю Фіфті. Пізніше відмовився від цієї ідеї, вибачився перед Джиммі Йовіном і Дре за погрози, відзначивши вагому роль обох для його кар'єри на лейблі.
Пізніше 50 Cent анонсував чергову дату, листопад 2011. В інтерв'ю MTV News 22 червня 2011 репер висловив невпевненість у перепідписанні ним угоди з лейблом після випуску Street King Immortal.
20 лютого 2014 50 Cent залишив Shady Records, Aftermath Entertainment та Interscope після 12-річного перебування на них. Репер і G-Unit Records стали підписантами Caroline Records та Capitol Records. Того ж дня він анонсував реліз п'ятого студійного альбому Animal Ambition 3 червня 2014.

## Затримка виходу
Спершу повідомляли про літо 2011, однак відтоді дату релізу переглядали кілька разів, головним чином через розбіжності між 50 Cent та Interscope щодо випуску й промоції платівки, що призвело до короткочасного скасування альбому. Пізніше Interscope сповістили, Street King Immortal надійде до крамниць 13 листопада 2012. Рекламуючи у Франції навушники власної компанії SMS Audio, репер повідомив в інтерв'ю перенесення на 26 лютого 2013.

## Сингли
Крім «New Day», «My Life» і «We Up» видали кілька промо-синглів. За словами репера, «Outlaw» не потрапить до платівки. 28 вересня 2011 режисер Колін Тіллі твітнув про завершення у Лос-Анджелесі зйомок кліпу. Того ж дня Interscope оголосили його назву «Girls Go Wild». Трек записано з участю Jeremih, продюсер: Mike WiLL Made It. 31 грудня 2011 пісня з'явилась на мексиканському iTunes. Відео досі не оприлюднили. Окремками також видали «First Date» і «Major Distribution».
4 червня 2014 50 Cent підтвердив в інтерв'ю, що сингли видані на Interscope не увійдуть до релізу, втім він міститиме пісню з Емінемом.

## Підтверджені треки
- «Lighters» (з участю Chris Brown; продюсер: DJ Felli Fel)
- «Champions» (з участю Eminem)[60]